# Anarchy in the U.K.
Anarchy in the U.K. – pierwszy singel punkrockowego zespołu Sex Pistols, wydany 26 listopada 1976 roku przez firmę EMI. Często uważany jest za pierwszy punkrockowy singel, jednak rok wcześniej wydano „Blitzkrieg Bop” zespołu Ramones, a miesiąc wcześniej „New Rose” The Damned.
W 2004 utwór został sklasyfikowany na 53. miejscu listy 500 utworów wszech czasów magazynu Rolling Stone.

## Lista utworów
1. Anarchy in the U.K.
2. I Wanna Be Me

## Skład
- Johnny Rotten – wokal
- Steve Jones – gitara, wokal
- Glen Matlock – gitara basowa, wokal
- Paul Cook – perkusja

## Historia
Utwór tytułowy dotarł jedynie do miejsca 38. brytyjskiej listy przebojów, zanim 6 stycznia 1977 roku wytwórnia EMI wstrzymała produkcję singla.

## Tekst
Tekst utworu przedstawia nihilistyczny, bardzo emocjonalny i agresywny obraz anarchii. Wymienionych jest tu kilka politycznych organizacji paramilitarnych (MPLA, UDA i IRA), których działania zostały porównane przez autora słów do ówczesnej polityki rządu Wielkiej Brytanii. Tekst można interpretować jako prześmiewczą satyrę nie tylko w stosunku do władz, lecz także wobec bezsensownego buntu dla sławy.

## Covery
Francuska wersja tego utworu, Anarchie pour le UK, z akompaniamentem akordeonu i skrzypiec, została wykonana przez Louisa Brennona. Została zamieszczona na ścieżce dźwiękowej filmu The Great Rock ’n’ Roll Swindle. Wersja ta została również wydana jako singel grupy we Francji.
Niemiecki zespół punkowy Big Balls and the Great White Idiot nagrał cover zatyułowany Anarchy in Germany, który zamieścił na swoim debiutanckim albumie Big Balls.
Inna wersja pojawiła się na ścieżce dźwiękowej do filmu The Million Dollar Hotel. Wykonał ją Tito Larriva z zespołem Million Dollar Hotel Band.
Zespół Megadeth nagrał cover utworu na swoim albumie So Far, So Good... So What! z 1988 roku. W tej wersji tekst another council tenancy zamieniony został na and other cunt-like tendencies.
Kolejny cover nagrał zespół Mötley Crüe, który zamieścił na swoim albumie Decade of Decadence z 1991. Nazwy organizacji zmienione zostały tu na Parents Music Resource Center, CIA oraz na prokuratorów okręgowych.
W 2002 roku zespół The Ukrainians nagrał dwie wersje Anarchy in the U.K., które zamieszczone zostały na minialbumie pod tym samym tytułem.
Cover tego utworu nagrał również polski punkowy zespół Farben Lehre.
W marcu 2007 roku cover utworu wykonywany przez Annę Tsuchiyę zamieszczony został na jednym z soundtracków do anime Nana. Na ścieżce dźwiękowej drugiej części aktorskiego filmu Nana zamieszczono również wykonywany przez Mikę Nakashimę cover My Way w wersji zaśpiewanej przez Sida Viciousa.